# Calpella (Kalifornija)
Calpella je naseljeno područje za statističke svrhe u američkoj saveznoj državi Kalifornija. Prema popisu stanovništva iz 2010. u njemu je živjelo 679 stanovnika.